# 야나이촌
야나이촌(柳井村)은 야마구치현 구가군에 설치되었던 촌이다. 현재의 야나이시에 해당한다.

## 역사
- 1889년 4월 1일 - 정촌제 시행에 의해 근세이후의 야나이촌이 단독으로 자치단체를 형성하였다.
- 1905년 1월 1일 - 야나이쓰정, 고가이사쿠촌과 합병해, 야나이정이 성립, 동일 야나이촌은 폐지되었다.

## 교통

### 철도
촌역에 산요철도(현 산요본선)가 지나갔지만 역은 존재하지 않았다. 현재는 구촌에 야나이역이 있지만 당시에는 미개업 상태였다. 

## 참고문헌
- 角川日本地名大辞典 35 山口県